# Бетел (Северна Каролина)
Бетел (енгл. Bethel) град је у америчкој савезној држави Северна Каролина.

## Демографија
По попису из 2010. године број становника је 1.577, што је 104 (-6,2%) становника мање него 2000. године.
| Група             | 2000.       | 2010.       |
| Белци             | 672 (40,0%) | 611 (38,7%) |
| Афроамериканци    | 977 (58,1%) | 939 (59,5%) |
| Азијати           | 0 (0,0%)    | 4 (0,3%)    |
| Хиспаноамериканци | 13 (0,8%)   | 15 (1,0%)   |
| Укупно            | 1.681       | 1.577       |